# Carlo Borghesio
Carlo Borghesio, né le 24 juin 1905 à Turin et mort le 12 novembre 1983 dans la même ville, est un réalisateur et scénariste italien.

## Biographie
Né à Turin, Borghesio a commencé sa carrière comme assistant réalisateur dans la seconde moitié des années 1930, collaborant notamment avec Alessandro Blasetti et Mario Mattoli. Après avoir collaboré à un certain nombre de scénarios, il a fait ses débuts de réalisateur en 1939, coréalisant avec Mario Soldati le film comique Due milioni per un sorriso. Borghesio est surtout connu pour son association avec Erminio Macario, qu'il a dirigé dans un certain nombre de comédies plébiscitées par la critique entre les années 1940 et le début des années 1950,.

## Filmographie
- 1939 : Due milioni per un sorriso (it)
- 1940 : Le Péché de Rogelia Sanchez (it) (Il peccato di Rogelia Sanchez)
- 1941 : Macario vagabond (Il vagabondo)
- 1943 : Il campione (it)
- 1945 : Aldo dice 26x1
- 1945 : Il processo delle zitelle
- 1945 : Porte chiuse (it)
- 1947 : Le Héros de la rue (L'eroe della strada)
- 1947 : Sept Ans de malheur (Come persi la guerra'')
- 1949 : Comment j'ai découvert l'Amérique (it) (Come scopersi l'America)
- 1949 : Capitan Demonio (it)
- 1951 : Il monello della strada (it)
- 1951 : Napoleone
- 1952 : Les Anges du faubourg (Gli angeli del quartiere)
- 1954 : L'Amour d'une mère (La corda d'acciaio)
- 1955 : Les Compères (I due compari)